# Ramalina farinacea
Espèce
Ramalina farinacea ou Ramaline farineuse est une espèce de champignons lichénisés.

## Description
D'une très large amplitude écologique, Ramalina farinacea est un lichen surtout corticole, à thalle fruticuleux doté de ramifications fines, aplaties, gris-vertes ± jaunâtre sur les deux faces, formant des petites touffes pendantes dont la marge est généralement ponctuée de nombreuses soralies. Ce thalle est relié au support par un crampon unique bien limité. Espèce commune, elle se distingue d'Evernia prunastri par l'absence d'une face blanche et par un port général plus fin. C'est le Ramalina le plus toxicotolérant.
Ce lichen a établi une symbiose avec deux espèces différentes d'algues vertes du genre Trebouxia, ce qui lui permet de s'adapter à des environnements différents.